# Tietjens Hütte
Die Tietjens Hütte befindet sich in Osterholz-Scharmbeck im Landkreis Osterholz, Niedersachsen und war eine der so genannten um 1850 errichteten Hammehütten. Es waren Rastplätze mit Bootsanleger oder kleinen Häfen für die Torfschiffer zur Bewirtung, Übernachten und auch zur Umladung auf die größeren Schiffe der Eichenfahrer.

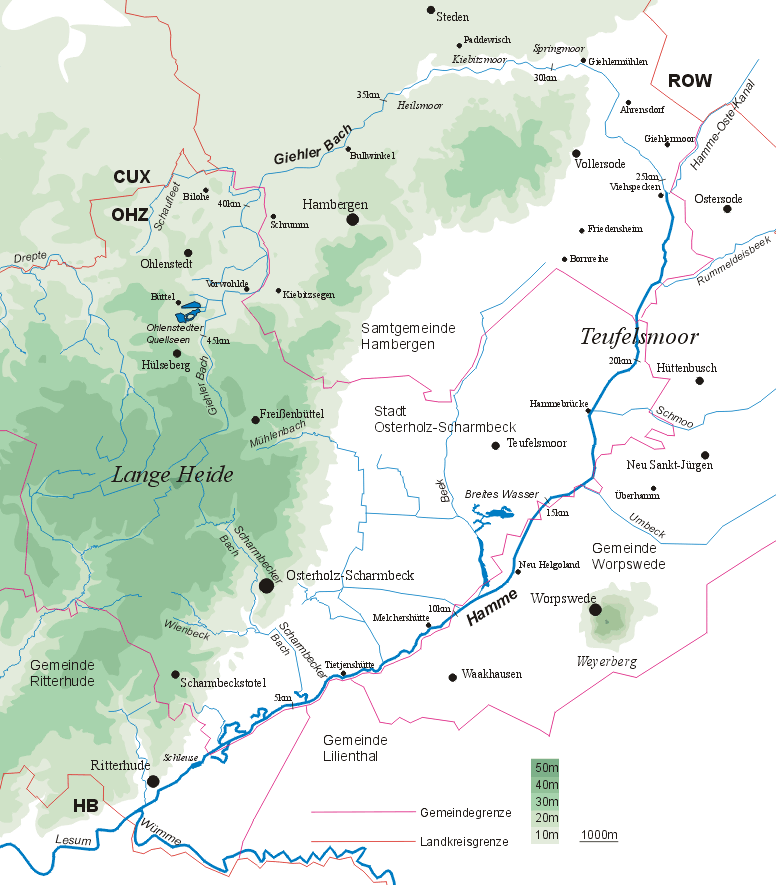
Tietjens Hütte an der Hamme

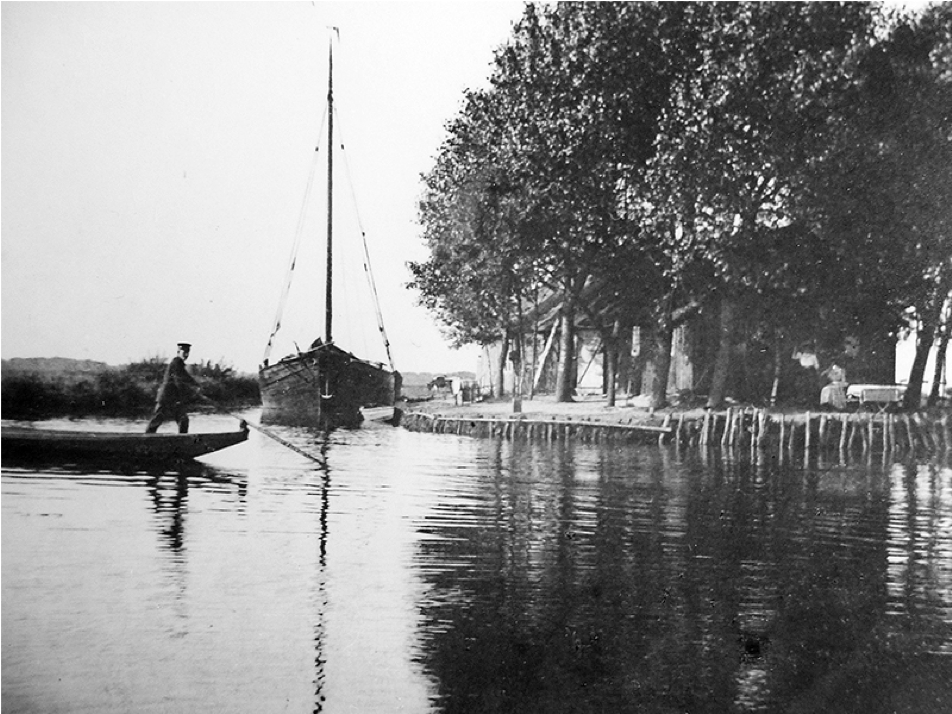
Tietjens Hütte mit Schiff der Eichenfahrer im Hintergrund

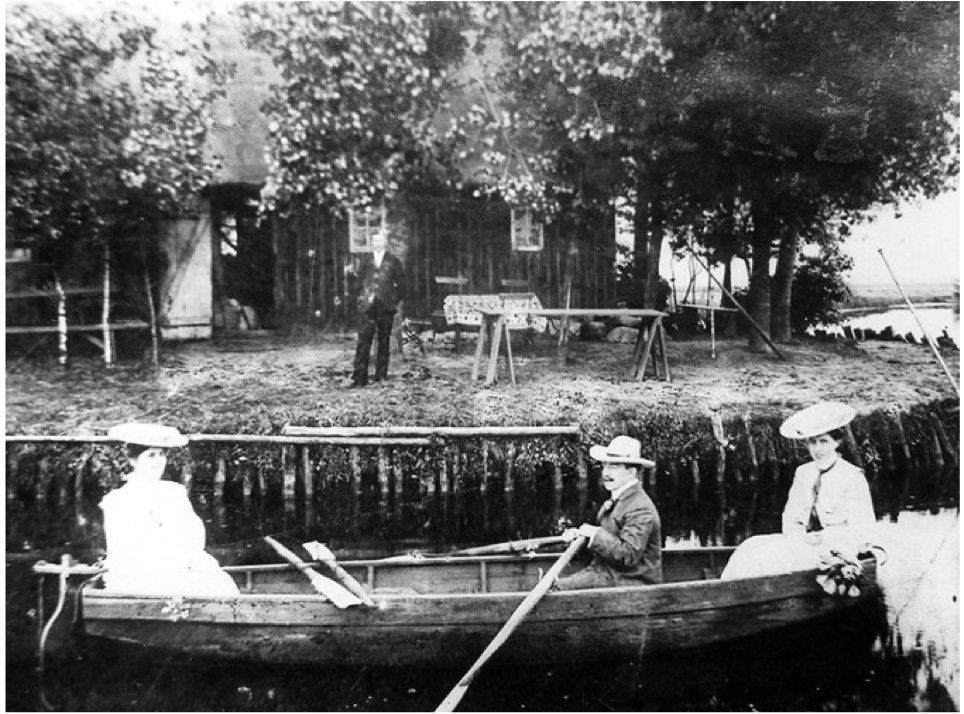
Tietjens Hütte an der Hamme

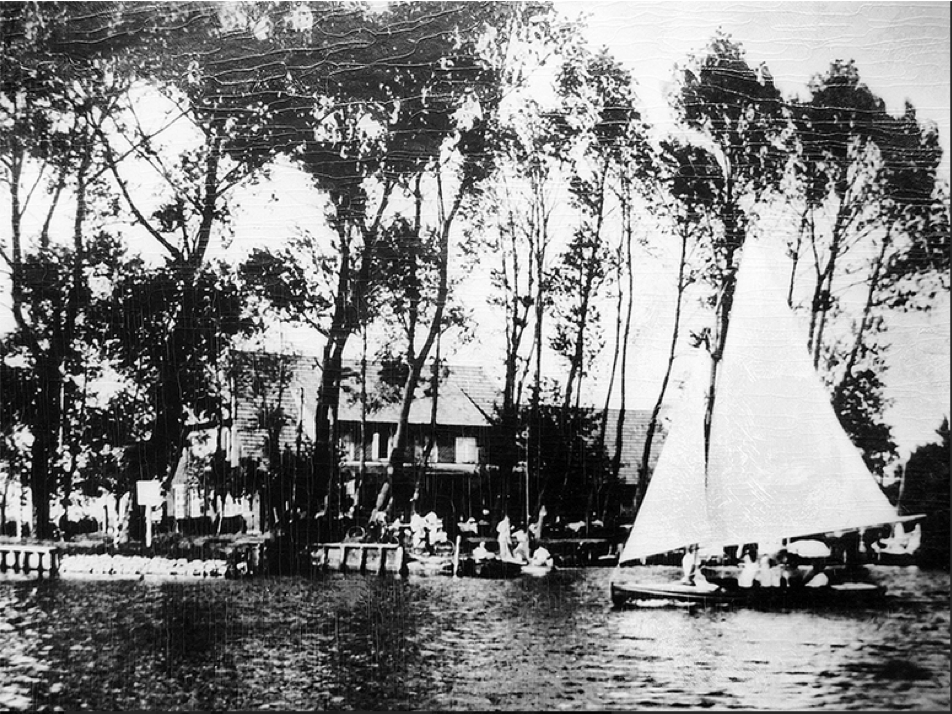
Segelschiff auf der Hamme vor Tietjens Hütte

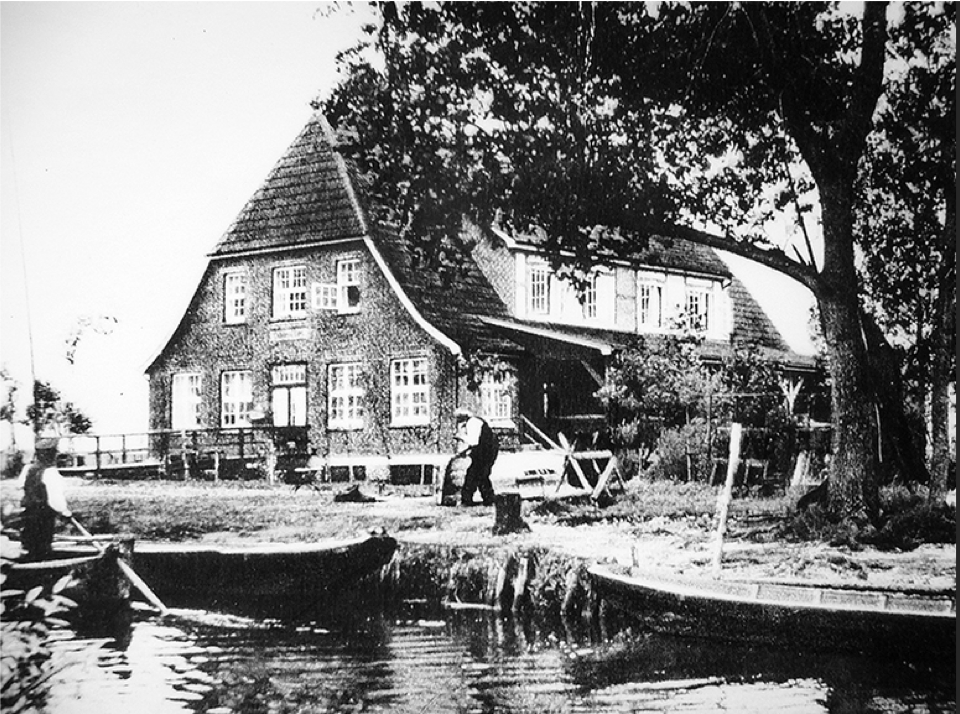
Torfkähne vor Tietjens Hütte

## Geschichte

### Hintergrund
Um 1720 wurde von Jürgen Christian Findorff im Teufelsmoor die staatliche Moorkolonisation im Auftrage des englisch-hannoverschen Königs Georg II. begonnen. Die Hamme, Wörpe und Wümme und Entwässerungskanäle wurden in dieser Zeit zu schiffbaren Wasserwegen ausgebaut, da übliche mit Fuhrwerken befahrbare Wege im Teufelsmoor nicht existierten. Den ersten Generationen der angesiedelten Moorbauern fiel es besonders in den ersten Jahren schwer, vom Anbau und Viehzucht zu leben. Sie wohnten in einfachen Katen mit offener Feuerstelle, hielten einige Ziegen und Schafe, seltener eine oder zwei Kühe, die auch den Pflug zogen. Sie bauten den Torf ab und säten in das abgegrabene Land Buchweizen. Den trockenen Torf nutzten sie zum Heizen und verkauften einen Teil nach Bremen oder Hamburg.

## Tietjens Hütte
Zum Transport nutzten sie Torfkähne, die nach Bremen über die Kanäle gestakt und die Hamme oder die Lesum getreidelt oder gesegelt wurden. Nach dem Bau des 1769 bis 1790 erbauten Oste-Hamme-Kanals wurde der Torf mit Umladung in Bremervörde bis nach Hamburg verschifft. Der Oste-Hamme-Kanal ist 19 km lang, hatte eine Sohlenbreite von vier Metern und eine Wasserspiegelbreite von sechs Metern und ist heute teilweise verlandet. Die Wassertiefe betrug rund einen Meter. Hier war der Weg für die Torfschiffer kürzer. Für den Transport nach Stade oder Hamburg brauchten sie nur bis Bremervörde zu fahren, wo der Torf auf größere Oste-Ewer verladen wurde. Für die Fahrt nach Bremen brauchten die Torfbauern 3–4 Tage und übernachteten im vorderen beheizbaren Teil der Halbhuntkähne oder in den Hammehütten.
Friedrich W. Müller aus Osterholz-Scharmbeck baute 1855 zur Bewirtung und Verkauf von täglichen Bedarfsgütern an der Hamme eine kleine transportable Holzhütte. Sie befand sich an der Mündung des Osterholzer Hafenkanals in die Hamme und war eine der sogenannten Hammehütten. Es waren vorwiegend Torfschiffer, die einkehrten und sie bestellten je nach Tages- und Jahreszeit Kaffee, Branntwein oder Rum-Grog. Zur einfachen Übernachtung von späten Gästen wurde Stroh auf dem Hüttenboden ausgebreitet. Die zum Verkauf angebotenen Waren hingen wegen der Nässe und regelmäßigen Hochwasser an Haken unter der Decke. Daher wurden die Inhaber der Hütten auch als Hakenhöker bezeichnet.
Am Ende der Torfschiffer-Saison wurde die Hütte regelmäßig wegen Hochwasser demontiert und für das kommende Frühjahr eingelagert.
1880, inzwischen hatte der Bruder Friedrich Müller die Hütte übernommen, das beschädigte Steinfundament erneuert und die Hütte 1894 an den Kahnschiffer Hinrich Tietjen für 965 Mark verkauft.
Hinrich Tietjen starb 1895 und seine Frau und Söhne übernahmen die Hütte und führten die Geschäfte bis 1910. Danach setzte der Sohn Diedrich Tietjen die Tradition fort. Er hatte Grete Schnibben geheiratet und 1914 wurde der Sohn Hinrich Tietjen geboren. Die Holzhütte wurde bald darauf durch einen massiven Steinbau ersetzt, der im gleichen Jahr bezogen wurde.
Diedrich Tietjen fiel im Ersten Weltkrieg und Grete Tietjen heiratete ihren Schwager Friedrich Tietjen. Inzwischen hatte die Torfschifffahrt nachgelassen, immer mehr Torf wurde von der Bahn transportiert. Jedoch erhöhte sich das Interesse besonders der Bremer Bürger an Ausflügen, am Wassersport und das Gasthaus fand neue Betätigungen.
Die Hütte wurde anschließend vom Sohn Hinrich Tietjen bewirtschaftet, der Hanna Koch heiratete. Deren Tochter Erika veranlasste 1978/79 umfangreiche Umbauten des Restaurant- und Hotelbetriebes und war die letzte Inhaberin aus der direkten Tietjen-Linie. Der Betrieb wurde 2005 insolvent und wurde 2008 versteigert.

## Heute
Heute ist Meike Hollenbeck aus Osterholz-Scharmbeck Besitzerin der Tietjens Hütte. Sie ersteigerte die Hütte 2008 für € 400.000, sanierte das Anwesen und verpachtete den Betrieb an T&H Restaurant GmbH mit Lokalchef Jörg Böhnke. Die „Hütte“ wird heute unter dem Namen Restaurant Tietjens Hütte geführt.

## Homepage
- Homepage Tietjens Hütte